# Aljaksej Fjodarau
Aljaksej Fjodarau (belarussisch Аляксей Дзмітрыевіч Фёдараў, russisch Алексей Дмитриевич Фёдоров, Transkription Alexei Dmitrijewitsch Fjodorow, FIDE-Schreibweise Alexei Fedorov; * 27. September 1972 in Mahiljou) ist ein belarussischer Schachspieler. Er spielte bis 1992 für den sowjetischen, danach kurz für den russischen und ab 1993 für den belarussischen Schachverband.

## Erfolge
Er wurde mehrmals belarussischer Einzelmeister: 1993, 1995, 2005 (in Minsk) und 2008 erneut in der belarussischen Hauptstadt mit einem halben Punkt Vorsprung vor Sjarhej Schyhalka. Seinen fünften Titel holte er in Minsk im Januar 2017. Beim Aeroflot Open 2003 in Moskau belegte er im Tie-Break den dritten Platz. Im Januar 2006 gewann er das 4. Pavarsnath International Open in Neu-Delhi. Im Oktober 2008 gewann er in Bukarest das 2. Romgaz Open, das höchstdotierte Schachturnier, das bis dahin auf rumänischen Boden stattgefunden hat.
Mit 19 Jahren (1992) wurde er Internationaler Meister, mit 23 Jahren (1996) Großmeister. Seine bisher höchste Elo-Zahl lag bei 2684 im Januar 2000. Damals lag er auf dem 14. Platz der FIDE-Weltrangliste.
Fjodarau gilt als Eröffnungsspezialist für das Königsgambit und die Drachenvariante in der Sizilianischen Verteidigung.

## Mannschaftsschach
Achtmal nahm er mit der belarussischen Nationalmannschaft an Schacholympiaden teil (1994, 1998 bis 2008 sowie 2018) mit einem positiven Gesamtergebnis von 41,5 Punkten aus 77 Partien. Von über 70.000 gespielten Partien in der Geschichte der Schacholympiade war Fjodarau an der kürzesten beteiligt. In Runde 11 der Schacholympiade 2004 in Calvià remisierte er gegen den georgischen Großmeister Giorgi Katscheischwili in drei Halbzügen (1. e2–e4 c7–c6 2. d2–d4). Er spielte für Belarus auch bei vier Mannschaftseuropameisterschaften (1997 bis 2003). In 34 Partien holte er hier 19 Punkte.
In der russischen Mannschaftsmeisterschaft spielte er 1998 und 2002 für den Verein der Universität Maikop, 2000 für TsEM Smolensk und 2005 für Yunilain Samara, in Bosnien und Herzegowina 2003 und 2004 für den ŠK Kiseljak, mit dem er in beiden Jahren Vizemeister wurde und außerdem beim European Club Cup 2003 in Rethymno den dritten Platz belegte. Er erhielt bei European Club Cup zudem eine individuelle Silbermedaille für sein Ergebnis von 5,5 aus 7 am fünften Brett. In Belarus spielte er für Wesnjanka Minsk, mit dem er auch 2006 und 2007 am European Club Cup teilnahm, später für Wesnjanka Gran und in Tschechien seit 2011 für BŠŠ Frýdek-Místek. Des Weiteren hatte er Einsätze in der französischen (für Orcher la Tour Gonfreville), kroatischen und rumänischen 1. Liga.